# Temporada da Indy NXT de 2025
A Firestone Indy NXT Series de 2025 é a 38ª temporada do campeonato de corridas de carros de monopostos Indy NXT e a 23ª sancionada pela IndyCar, atuando como a principal categoria de apoio para a IndyCar Series. Este é o terceiro ano do campeonato sob o nome Indy NXT após sua aquisição pela Penske Entertainment, proprietária da IndyCar Series, em 2022.

## Equipes e pilotos
Todas as equipes usam carros Dallara IL-15 com motor Mazda de 2,0 litros produzido pela AER e pneus Firestone. Os seguintes pilotos e equipes estão contratados para competir:
| Equipe                                             | Nº. | Pilotos             | Status | Rodada(s)      |
| -------------------------------------------------- | --- | ------------------- | ------ | -------------- |
| Abel Motorsports                                   | 17  | Callum Hedge        |        | Todas          |
| Abel Motorsports                                   | 48  | Jordan Missig       |        | Todas          |
| Abel Motorsports with Miller Vinatieri Motorsports | 40  | Jack William Miller |        | Todas          |
| Abel Motorsports with Force Indy                   | 99  | Myles Rowe          |        | Todas          |
| Andretti Global                                    | 26  | Lochie Hughes       | R      | Todas          |
| Andretti Global                                    | 27  | Salvador de Alba    |        | Todas          |
| Andretti Global                                    | 28  | Dennis Hauger       | R      | Todas          |
| Andretti Global                                    | 29  | James Roe Jr.       |        | Todas          |
| Andretti Cape Indy NXT                             | 2   | Sebastian Murray    | R      | Todas          |
| Andretti Cape Indy NXT                             | 3   | Ricardo Escotto     |        | 1–9            |
| Andretti Cape Indy NXT                             | 3   | Michael d'Orlando   |        | 12–14          |
| Chip Ganassi Racing                                | 9   | Jonathan Browne     |        | 1              |
| Chip Ganassi Racing                                | 9   | Bryce Aron          |        | 2–14           |
| Chip Ganassi Racing                                | 10  | Niels Koolen        |        | Todas          |
| HMD Motorsports                                    | 11  | Nolan Allaer        |        | Todas          |
| HMD Motorsports                                    | 14  | Josh Pierson        |        | Todas          |
| HMD Motorsports                                    | 16  | Tommy Smith         | R      | Todas          |
| HMD Motorsports                                    | 18  | Nikita Johnson      | R      | 1, 3–4, 14     |
| HMD Motorsports                                    | 18  | Max Taylor          | R      | 2, 5, 9–11, 13 |
| HMD Motorsports                                    | 18  | Evagoras Papasavvas | R      | 2–4, 7–8       |
| HMD Motorsports                                    | 24  | Evagoras Papasavvas | R      | 2              |
| HMD Motorsports                                    | 24  | Sophia Flörsch      | R      | 1              |
| HMD Motorsports                                    | 24  | Davey Hamilton Jr.  |        | 6, 9, 13–14    |
| HMD Motorsports                                    | 24  | Nicholas Monteiro   |        | 12             |
| HMD Motorsports                                    | 30  | Liam Sceats         | R      | 1–5, 7         |
| HMD Motorsports                                    | 38  | Hailie Deegan       | R      | Todas          |
| HMD Motorsports                                    | 39  | Bryce Aron          |        | 1              |
| HMD Motorsports                                    | 39  | Juan Manuel Correa  | R      | 3–6            |
| HMD Motorsports                                    | 76  | Caio Collet         |        | Todas          |

| Ícone | Status                           |
| ----- | -------------------------------- |
| R     | Elegível para Rookie of the Year |

### Mudanças nas equipes
- Em 4 de setembro de 2024, a equipe da IndyCar Chip Ganassi Racing anunciou seu retorno à Indy NXT com dois carros.[25] A CGR competiu pela última vez no antecessor do Indy NXT, o campeonato Indy Lights, em 2008.
- Em 4 de fevereiro de 2025, a Abel Motorsports anunciou uma parceria com a Miller Vinatieri Motorsports para colocar um quarto carro, de número 40, com Jack William Miller como piloto.[26]
- Em 13 de fevereiro de 2025, a Juncos Hollinger Racing anunciou seu afastamento temporário da Indy NXT para se concentrar na IndyCar, renunciando assim à sua inscrição de 2025, apesar de já ter contratado o paraguaio Miguel María García para dirigir um de seus carros.[27]

### Mudanças de pilotos
- Em 16 de janeiro de 2024, a Andretti e a Cape Motorsports anunciaram que Salvador de Alba pilotaria o carro número 2 da recém-formada parceria Andretti Cape em 2024. Este anúncio também incluiu que o programa Indy NXT de De Alba em 2025 o levaria para a Andretti Global. [7]
- Em 26 de setembro de 2024, foi anunciado que Myles Rowe e o programa Force Indy que o apoiava mudariam para a Abel Motorsports na temporada de 2025 para colocar em campo o carro nº 99 da Abel Motorsports com a Force Indy. [5]
- Em 8 de outubro de 2024, a Andretti Global anunciou que o campeão do USF Pro 2000 de 2024, Lochie Hughes, se formaria para o Indy NXT com a equipe.[6]
- Em 10 de outubro de 2024, a HMD Motorsport revelou que Tommy Smith, que passou os dois anos anteriores na Fórmula 3 da FIA, pilotaria o carro nº 16 em 2025.[28]
- Em 14 de outubro de 2024, a HMD Motorsport anunciou mais dois pilotos para sua campanha de 2024: Bryce Aron, que deixaria a Andretti Global, com quem ficou em nono lugar em sua temporada de estreia em 2024, e a ex-piloto da NASCAR Xfinity Series Hailie Deegan, que faria sua estreia na série.[29][22]
- Em 18 de outubro de 2024, a Andretti Global anunciou que o piloto de Fórmula 2 e campeão da Fórmula 3 de 2021 Dennis Hauger pilotaria o carro nº 28, completando assim a formação da equipe.[30][31]
- Em 24 de outubro de 2024, a Andretti Global anunciou que Ricardo Escotto pilotaria o carro nº 3 sob o nome Andretti Cape Indy NXT em parceria técnica com a Cape Motorsports, entrando assim em sua primeira temporada completa na Indy NXT após disputar cinco corridas em 2024 com a Juncos Hollinger Racing.[11]
- Em 30 de outubro de 2024, a Chip Ganassi Racing anunciou a escalação de pilotos para seu retorno ao Indy NXT. É composto por dois pilotos que deixaram a HMD Motorsports: Jonathan Browne, que terminou a temporada de 2024 em 13º, e Niels Koolen, que terminou sua campanha de meio período de 2024 em 20º.[32]
- Em 1 de novembro de 2024, a Juncos Hollinger Racing anunciou seu primeiro piloto para 2025, Miguel María García, que competiu pela última vez na Super TC2000,[33] mas em fevereiro de 2025, a equipe anunciou seu afastamento da categoria, com García deixando o grid antes da estreia.[27]
- Em 25 de novembro de 2024, a Abel Motorsports anunciou que Callum Hedge se juntaria à equipe para sua segunda temporada na Indy NXT, deixando a HMD Motorsports após ficar em quarto lugar em 2024.[2]
- Em 4 de dezembro de 2024, Jamie Chadwick anunciou que se juntaria à IDEC Sport na classe LMP2 da European Le Mans Series, deixando assim o campeonato.
- Em 11 de dezembro de 2024, foi anunciado que Yuven Sundaramoorthy, que estava programado para pilotar pela Abel Motorsports, teve que se retirar devido a "desafios orçamentários imprevistos".
- Em 14 de dezembro de 2024, a Abel Motorsports anunciou que Jordan Missig, que disputou cinco corridas com a equipe em 2024 como substituto de Josh Mason, correria em tempo integral pela equipe em 2025.[3]
- Em 19 de dezembro de 2024, a HMD Motorsports anunciou que a piloto Sophia Flörsch, com experiências na Fórmula 3 e nas provas de endurance, se juntaria à equipe para a temporada de 2025, fazendo sua estreia na Indy NXT.[18] Mas em 27 de março de 2025, semanas após a primeira rodada, a HMD anunciou a saída de Flörsch em comum acordo.[34]
- Em 13 de janeiro de 2025, a Dale Coyne Racing anunciou que Jacob Abel se juntaria à equipe em tempo integral na IndyCar em 2025.
- Em 21 de janeiro de 2025, a Andretti Global anunciou que o piloto da GB3 Sebastian Murray daria o salto para a Indy NXT para pilotar o carro nº 2 da Andretti Cape.[10]
- Em 29 de janeiro de 2025, a HMD Motorsports anunciou que o atual campeão da USF Juniors, Max Taylor, dirigiria o carro nº 18 da equipe para uma campanha de meio período compreendendo as rodadas no Alabama, Detroit, Iowa, Laguna Seca e Milwaukee.[16] No dia seguinte, a equipe anunciou que Nikita Johnson pilotaria o nº 18 em St. Petersburg, em Indianápolis e no final da temporada em Nashville, complementando seu programa de tempo integral no Campeonato GB3.[15]
- Em fevereiro de 2025, a HMD anunciou que Evagoras Papasavvas, da USF2000, pilotaria o carro nº 18 da HMD nas etapas realizadas em Illinois, Road America e Mid-Ohio.[35] Mas com a saída de Flörsch após a primeira rodada, Papasavvas foi escalado para pilotar o carro nº 24 em Alabama.[17]
- Em 29 de abril de 2025, a Chip Ganassi anunciou a demissão de Jonathan Browne por problemas de financiamento, e tirou Bryce Aron da HMD para preencher a vaga.[36]
- Em 7 de maio de 2025, a HMD anunciou que Juan Manuel Correa substituiria Bryce Aron no carro nº 39, em um acordo para "sete fins de semana".[23]
- Em 25 de julho de 2025, a Andretti Cape Indy NXT anunciou que Ricardo Escotto perdeu sua vaga na equipe antes da rodada dupla de Laguna Seca[37][38], onde não foi substituído. Em 5 de agosto, Michael d'Orlando, campeão da USF2000 Championship em 2022 e que havia corrido 6 provas na temporada 2024 pela mesma equipe, foi anunciado como substituto do piloto mexicano para as 3 últimas etapas do campeonato[12].
- Em 31 de julho de 2025, a HMD anunciou que Nicholas Monteiro substituiria Davey Hamilton Jr. no carro nº 24, em um acordo apenas para o GP de Portland, paralelamente com o campeonato da USF Pro 2000[20].

## Etapas
O cronograma de 2025 foi anunciado em 13 de junho de 2024, com a categoria visitando os mesmos doze locais do ano anterior.
| Rd. | Data         | Corrida                                            | Circuito                                  | Local                   |
| --- | ------------ | -------------------------------------------------- | ----------------------------------------- | ----------------------- |
| 1   | 2 de março   | Indy NXT by Firestone Grand Prix of St. Petersburg | R Streets of St. Petersburg               | St. Petersburg, Florida |
| 2   | 4 de maio    | Indy NXT by Firestone Grand Prix of Alabama        | R Barber Motorsports Park                 | Birmingham, Alabama     |
| 3   | 9 de maio    | Indy NXT by Firestone Indianapolis Grand Prix      | R Indianapolis Motor Speedway Road Course | Speedway, Indiana       |
| 4   | 10 de maio   | Indy NXT by Firestone Indianapolis Grand Prix      | R Indianapolis Motor Speedway Road Course | Speedway, Indiana       |
| 5   | 1º de junho  | Indy NXT by Firestone Detroit Grand Prix           | R Detroit Street Circuit                  | Detroit, Michigan       |
| 6   | 15 de junho  | Indy NXT by Firestone Outfront Showdown            | O World Wide Technology Raceway           | Madison, Illinois       |
| 7   | 22 de junho  | Indy NXT by Firestone Grand Prix at Road America   | R Road America                            | Elkhart Lake, Wisconsin |
| 8   | 6 de julho   | Indy NXT by Firestone Grand Prix at Mid-Ohio       | R Mid-Ohio Sports Car Course              | Lexington, Ohio         |
| 9   | 12 de julho  | Indy NXT by Firestone Iowa 100                     | O Iowa Speedway                           | Newton, Iowa            |
| 10  | 26 de julho  | Indy NXT by Firestone Grand Prix of Monterey       | R WeatherTech Raceway Laguna Seca         | Monterey, California    |
| 11  | 27 de julho  | Indy NXT by Firestone Grand Prix of Monterey       | R WeatherTech Raceway Laguna Seca         | Monterey, California    |
| 12  | 10 de agosto | Indy NXT by Firestone Grand Prix of Portland       | R Portland International Raceway          | Portland, Oregon        |
| 13  | 24 de agosto | Indy NXT by Firestone Milwaukee 100                | O Milwaukee Mile                          | West Allis, Wisconsin   |
| 14  | 31 de agosto | Indy NXT by Firestone Music City 100               | O Nashville Superspeedway                 | Lebanon, Tennessee      |

## Resultados
| Rd. | Circuito                                | Pole position | Volta mais rápida | Mais voltas lideradas | Vencedor      | Vencedor                         |
| Rd. | Circuito                                | Pole position | Volta mais rápida | Mais voltas lideradas | Piloto        | Equipe                           |
| --- | --------------------------------------- | ------------- | ----------------- | --------------------- | ------------- | -------------------------------- |
| 1   | Ruas de St. Petersburg                  | Dennis Hauger | Dennis Hauger     | Dennis Hauger         | Dennis Hauger | Andretti Global                  |
| 2   | Barber Motorsports Park                 | Dennis Hauger | Dennis Hauger     | Dennis Hauger         | Dennis Hauger | Andretti Global                  |
| 3   | Indianapolis Motor Speedway Road Course | Lochie Hughes | Lochie Hughes     | Lochie Hughes         | Lochie Hughes | Andretti Global                  |
| 4   | Indianapolis Motor Speedway Road Course | Lochie Hughes | Josh Pierson      | Dennis Hauger         | Dennis Hauger | Andretti Global                  |
| 5   | Circuito Urbano de Detroit              | Dennis Hauger | Lochie Hughes     | Dennis Hauger         | Dennis Hauger | Andretti Global                  |
| 6   | World Wide Technology Raceway           | Dennis Hauger | Caio Collet       | Caio Collet           | Lochie Hughes | Andretti Global                  |
| 7   | Road America                            | Dennis Hauger | Caio Collet       | Dennis Hauger         | Caio Collet   | HMD Motorsports                  |
| 8   | Mid-Ohio Sports Car Course              | Dennis Hauger | Caio Collet       | Dennis Hauger         | Dennis Hauger | Andretti Global                  |
| 9   | Iowa Speedway                           | Dennis Hauger | Dennis Hauger     | Dennis Hauger         | Myles Rowe    | Abel Motorsports with Force Indy |
| 10  | WeatherTech Raceway Laguna Seca         | Caio Collet   | Dennis Hauger     | Caio Collet           | Caio Collet   | HMD Motorsports                  |
| 11  | WeatherTech Raceway Laguna Seca         | Caio Collet   | Caio Collet       | Caio Collet           | Caio Collet   | HMD Motorsports                  |
| 12  | Portland International Raceway          |               |                   |                       |               |                                  |
| 13  | Milwaukee Mile                          |               |                   |                       |               |                                  |
| 14  | Nashville Superspeedway                 |               |                   |                       |               |                                  |

## Classificação do campeonato

### Campeonato de Pilotos
Sistema de pontuação
| Posição | 1º | 2º | 3º | 4º | 5º | 6º | 7º | 8º | 9º | 10º | 11º | 12º | 13º | 14º | 15º | 16º | 17º | 18º | 19º | 20º | 21º |
| Pontos  | 50 | 40 | 35 | 32 | 30 | 28 | 26 | 24 | 22 | 20  | 19  | 18  | 17  | 16  | 15  | 14  | 13  | 12  | 11  | 10  | 9   |

- O piloto mais rápido em cada sessão de qualificação receberá um ponto adicional.
- Cada piloto que liderar pelo menos uma volta receberá um ponto de bônus; o piloto que liderar mais voltas receberá dois pontos.

| Pos. | Piloto              | STP | ALA | IMS | IMS | DET | GAT | ROA | MOH | IOW  | LAG | LAG | POR | MIL | NSH | Pts. |
| ---- | ------------------- | --- | --- | --- | --- | --- | --- | --- | --- | ---- | --- | --- | --- | --- | --- | ---- |
| 1    | Dennis Hauger       | 1L* | 1L* | 8   | 1L* | 1L* | 5L  | 2L* | 1L* | 21L* | 2   | 16  |     |     |     | 470  |
| 2    | Caio Collet         | 3   | 19  | 2   | 5   | 2   | 3L* | 1L  | 2   | 4    | 1L* | 1L* |     |     |     | 428  |
| 3    | Lochie Hughes       | 2   | 3   | 1L* | 2L  | 5   | 1L  | 3   | 3   | 16   | 6   | 15  |     |     |     | 381  |
| 4    | Myles Rowe          | 4   | 4   | 3   | 3   | 18  | 2   | 5   | 10  | 1L   | 4   | 8   |     |     |     | 343  |
| 5    | Josh Pierson        | 9   | 5   | 6   | 9   | 4   | 6   | 4   | 5   | 11   | 3   | 2   |     |     |     | 318  |
| 6    | Salvador de Alba    | 5   | 11  | 5   | 4   | 8   | 4   | 8   | 4   | 3    | 19  | 9   |     |     |     | 291  |
| 7    | Callum Hedge        | 8   | 18  | 4   | 10  | 11  | 7   | 6   | 6   | 6    | 5   | 3   |     |     |     | 282  |
| 8    | Jack William Miller | 16  | 8   | 9   | 19  | 7   | 19  | 7   | 11  | 14   | 7   | 7   |     |     |     | 221  |
| 9    | Niels Koolen        | 21  | 13  | 18  | 6   | 9   | 10  | 15  | 14  | 5    | 11  | 6   |     |     |     | 216  |
| 10   | Jordan Missig       | 6   | 12  | 11  | 17  | 12  | 11  | 19  | 7   | 8    | 18  | 10  |     |     |     | 208  |
| 11   | Bryce Aron          | 13  | 15  | 15  | 15  | 10  | 14  | 9   | 12  | 9    | 10  | 19  |     |     |     | 191  |
| 12   | Sebastian Murray    | 17  | 16  | 12  | 12  | 6   | 12  | 11  | 18  | Wth  | 17  | 5   |     |     |     | 183  |
| 13   | James Roe Jr.       | 20  | 10  | 19  | 11  | 13  | 18  | 14  | 13  | 7    | 14  | 13  |     |     |     | 181  |
| 14   | Liam Sceats         | 18  | 6   | 7   | 8   | 14  |     | 10  |     |      | 8   | 18  |     |     |     | 162  |
| 15   | Nolan Allaer        | 19  | 20  | 16  | 20  | 15  | 9   | 16  | 16  | 19   | 9   | 14  |     |     |     | 159  |
| 16   | Tommy Smith         | 15  | 14  | 13  | 21  | 17  | 17  | 17  | 15  | 17   | 13  | 12  |     |     |     | 159  |
| 17   | Hailie Deegan       | 14  | 17  | 17  | 18  | 16  | 16  | 18  | 17  | 18   | 12  | 11  |     |     |     | 156  |
| 18   | Juan Manuel Correa  |     |     | 21  | 14  | 3   | 8   |     | 8   | 12   | 15  | 17  |     |     |     | 154  |
| 19   | Ricardo Escotto     | 10  | 9   | 14  | 16  | 20  | 13  | 13  | 19  | 13   |     |     |     |     |     | 144  |
| 20   | Evagoras Papasavvas |     | 2   | 10  | 13  |     |     | 12  | 9   |      |     |     |     |     |     | 117  |
| 21   | Max Taylor          |     | 7   |     |     | 19  |     |     |     | 10   | 16  | 4   |     |     |     | 103  |
| 22   | Nikita Johnson      | 11  |     | 20  | 7   |     |     |     |     |      |     |     |     |     |     | 55   |
| 23   | Davey Hamilton Jr.  |     |     |     |     |     | 15  |     |     | 15   |     |     |     |     |     | 30   |
| 24   | Jonathan Browne     | 7   |     |     |     |     |     |     |     |      |     |     |     |     |     | 26   |
| 25   | Sophia Flörsch      | 12  |     |     |     |     |     |     |     |      |     |     |     |     |     | 18   |
| Pos. | Piloto              | STP | ALA | IMS | IMS | DET | GAT | ROA | MOH | IOW  | LAG | LAG | POR | MIL | NSH | Pts. |

| Cor         | Resultado                 |
| ----------- | ------------------------- |
| Ouro        | Vencedor                  |
| Prata       | 2º lugar                  |
| Bronze      | 3º lugar                  |
| Verde       | 4º & 5º lugar             |
| Azul claro  | 6º–10º lugar              |
| Azul escuro | Terminou (Fora do Top 10) |
| Roxo        | Não terminou              |
| Vermelho    | Não se qualificou (DNQ)   |
| Marrom      | Retirado (Wth)            |
| Preto       | Desclassificado (DSQ)     |
| Branco      | Não largou (DNS)          |
| Vazio       | Não participou (DNP)      |
| Vazio       | Não competiu              |

| Notação em linha                      |                                                        |
| Negrito                               | Pole position (1 ponto)                                |
| Itálico                               | Fez a volta mais rápida                                |
| L                                     | Liderou uma volta (1 ponto)                            |
| *                                     | Liderou mais voltas (2 pontos)                         |
| 1                                     | Qualificação cancelada nenhum ponto de bônus concedido |
| Rookie (Estreante)                    |                                                        |
| Rookie of the Year (Estreante do ano) |                                                        |

### Campeonato de equipes
Sistema de pontuação
| Posição | 1º | 2º | 3º | 4º | 5º | 6º | 7º | 8º | 9º | 10º+ |
| Pontos  | 22 | 18 | 15 | 12 | 10 | 8  | 6  | 4  | 2  | 1    |

- Equipes de carros individuais recebem 3 pontos de bônus como equivalência às equipes de vários carros.
- Apenas os dois melhores resultados contam para equipes que apresentam mais de duas inscrições

| Pos. | Equipe                                             | STP | ALA | IMS | IMS | DET | ROA | LAG | LAG | MOH | IOW | GAT | POR | MIL | NSH | Pts. |
| ---- | -------------------------------------------------- | --- | --- | --- | --- | --- | --- | --- | --- | --- | --- | --- | --- | --- | --- | ---- |
| 1    | Andretti Global                                    | 1   | 1   |     |     |     |     |     |     |     |     |     |     |     |     | 77   |
| 1    | Andretti Global                                    | 2   | 3   |     |     |     |     |     |     |     |     |     |     |     |     | 77   |
| 2    | HMD Motorsports                                    | 3   | 2   |     |     |     |     |     |     |     |     |     |     |     |     | 47   |
| 2    | HMD Motorsports                                    | 8   | 5   |     |     |     |     |     |     |     |     |     |     |     |     | 47   |
| 3    | Abel Motorsports with Force Indy                   | 4   | 4   |     |     |     |     |     |     |     |     |     |     |     |     | 30   |
| 4    | Abel Motorsports                                   | 5   | 8   |     |     |     |     |     |     |     |     |     |     |     |     | 21   |
| 4    | Abel Motorsports                                   | 7   | 12  |     |     |     |     |     |     |     |     |     |     |     |     | 21   |
| 5    | Abel Motorsports with Miller Vinatieri Motorsports | 10  | 6   |     |     |     |     |     |     |     |     |     |     |     |     | 15   |
| 6    | Chip Ganassi Racing                                | 6   | 9   |     |     |     |     |     |     |     |     |     |     |     |     | 12   |
| 6    | Chip Ganassi Racing                                | 12  | 10  |     |     |     |     |     |     |     |     |     |     |     |     | 12   |
| 7    | Andretti Cape Indy NXT                             | 9   | 7   |     |     |     |     |     |     |     |     |     |     |     |     | 10   |
| 7    | Andretti Cape Indy NXT                             | 11  | 11  |     |     |     |     |     |     |     |     |     |     |     |     | 10   |
| Pos. | Equipe                                             | STP | ALA | IMS | IMS | DET | ROA | LAG | LAG | MOH | IOW | GAT | POR | MIL | NSH | Pts. |

## Links externos
- Indy NXT website